# 马来西亚武装部队授勋及嘉奖制度

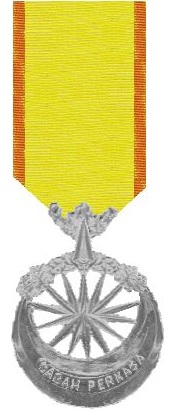
英勇战士奖章

英勇战士勋略章

马来西亚武装部队授勋及嘉奖制度的各级勋章、星章及奖章未有正式的中文译名，本条目中对勋章、星章及奖章名称所作的翻译仅供于参考，一切皆以马来文原名为准。
马来西亚武装部队授勋及嘉奖制度是为了要表扬那些在军事冲突中拥有英勇表现和杰出服务的军人而设立，在这项嘉奖制度中包含了两个联邦奖励项目和五个专为国防卫队而设的奖励项目。

## 马来西亚武装部队英勇奖章
马来西亚武装部队授勋及嘉奖制度等级如下：
1. 英勇战士奖章（Seri Pahlawan Gagah Perkasa（SP））
英勇战士奖章是联邦嘉奖制度中的最高荣誉奖章，它是授予那些在军事冲突中拥有英勇表现的军人,警察和国民，这项奖章虽然不会为受奖者带来任何头衔，但它在联邦嘉奖制度中的等级更在王族最高荣誉勋章之上。
2. 英勇将领奖章（Panglima Gagah Berani（PGB））
英勇将领奖章是联邦嘉奖制度中的其中一项奖章，它被授予那些表现出了高度勇气的軍警人员。
3. 国防英勇将领勋章（Panglima Gagah Angkatan Tentera（PGAT））
国防英勇将领勋章是武装部队嘉奖制度中的第一等奖章，它被授予部队中的司令部军官，也即是上将和中将级军官；同时，它也以名誉嘉奖的方式授予外籍部队的军官。
4. 国防效忠将领勋章（Panglima Setia Angkatan Tentera（PSAT））
国防效忠将领勋章是武装部队嘉奖制度中的第二等奖章，它被授予部队中的少将及准将级军官；同时，它也以名誉嘉奖的方式授予外籍部队的军官。
5. 国防勇士奖章（Pahlawan Angkatan Tentera（PAT））
国防勇士奖章是武装部队嘉奖制度中的第三等奖章，它被授予部队中的准将和上校级军官；同时，它也以名誉嘉奖的方式授予外籍部队的军官。
6. 国防武士奖章（Kesatria Angkatan Tentera（KAT））
国防武士奖章是武装部队嘉奖制度中的第四等奖章，它被授予部队中的中校级军官；同时，它也以名誉嘉奖的方式授予外籍部队的军官。
7. 国防传令官奖章（Bentara Angkatan Tentera（BAT））
国防传令官奖章是武装部队嘉奖制度中的第五等奖章，它被授予武装部队中的成员；同时，它也以名誉嘉奖的方式授予外籍部队的军人。

## 其它勋章
- 乔治十字勋章（Pingat George Cross（GC））[1]
- 乔治勋章（Pingat George Medal（GM））[2]
- 军事十字勋章（Pingat Military Cross（MC））[3]
- 军事勋章（Pingat Military Medal（MM））[4]
- 马来西亚英勇奖章（Pingat Jasa Malaysia（PJM））[5]
- 1939年至1945年星章
- 太平洋星章（英语：Pacific Star）
- 1939年至1945年大戰勳章（英语：War Medal 1939-1945）
- 防衛勳章（英语：Defence Medal）
- 1918年公共服務獎章(馬來亞)（英语：General Service Medal (1918)）
- 1962年公共服務獎章(馬來半島,北婆羅洲和砂拉越)（英语：General Service Medal (1962)）

## 脚注
1. ↑  . Jabatan Hal Ehwal Veteran ATM.[永久]
2. ↑  . Jabatan Hal Ehwal Veteran ATM.   [2012-12-25]. （原始内容存档于2016-03-05）.
3. ↑  . Jabatan Hal Ehwal Veteran ATM.[永久]
4. ↑  . Jabatan Hal Ehwal Veteran ATM.   [2012-12-25]. （原始内容存档于2016-03-05）.
5. ↑  . Jabatan Hal Ehwal Veteran ATM.[永久]